# SIG SAUER P320
SIG SAUER P320（シグ・ザウアー、英語読みでは、サウアー）は、2014年発表のSIG SAUER社設計・製造によるアメリカ合衆国の自動拳銃（オートマチック・ハンドガン）である。前身となった2004年発表のP250を基に開発。アメリカ軍の軍用モデル・M17/M18が制式に採用され、その他各国の軍隊・警察でも採用された。
しかし、後述の度重なる暴発問題により複数の軍隊や警察で調達や運用の差し止め措置が実施されていると共に、SIG SAUER社は暴発により負傷した複数の被害者から訴訟を起こされている。

## 概要
SIG SAUER社が、2014年1月のSHOT Showで発表した自動拳銃で、同社で初めて撃発方式にストライカー式を採用した。フレームはポリマー、スライドにステンレス鋼を使用、ピカティニー・レールを装備している。
同社のP250が基になっており、グリップモジュール・マガジンは共用が可能、モジュラー構造による拡張性も引き継いでいる。
サイズは、フルサイズ・キャリー・コンパクト・サブコンパクトの4サイズが存在する。使用弾薬は、9mmパラベラム弾・.40S&W弾・.357SIG弾で後に.45ACP弾も追加された。

## 暴発問題

### 落下時の暴発
2017年7月、テキサス州のダラス警察署はP320に暴発の危険性があるとして、調査終了までP320の携帯を止めるよう全職員に指示した。この問題ではP320のグリップ背面が33°の角度で地面に落下すると暴発する危険性があるとされた。これはトリガー重量のせいと考えられ、一部のトリガーは銃の落下衝突後に慣性で作動するほど重かった。TheTruthAboutGuns.comなどは独立したテストを実施し、約40%の割合で落下による暴発の危険性があることを確認した。

### 安全装置の欠陥が示唆されている暴発
2023年2月、バージニア州のアメリカ空軍フォート・ユースティスの第221憲兵分遣隊に所属する軍曹が携行していたM18が暴発した。この事例は施設内の廊下で軍曹が上官と立ち話をしていた際、その場に通り掛かったもう一人の兵士と拳銃のホルスター同士が接触した途端に軍曹のM18が暴発したもので、軍曹は脚に全治6か月の傷を負った。また同月には沖縄県の米海兵隊キャンプ・フォスターで警備業務に従事していた日本人従業員が携行していたM18も暴発した。この事例では監視カメラの映像記録を検証した結果、従業員が銃の取り扱いを誤ったわけではなく、安全装置が掛けられていたにもかかわらず暴発した事が判明した。
2024年7月、ミシガン州警察の警官がホルスターに収めて携行していたM18が暴発した。この事例がFBIの弾道研究所により調査された結果、P320は法執行官によくある所作により安全装置の機能が失われて暴発する可能性がある事が示唆された。
2025年7月、フランシス E.ワーレン空軍基地にてM18による空軍警備隊員の死亡事故が発生したことを受けて、地球規模攻撃軍団 (AFGSC)はM18を無期限の使用停止とした。これは、FBIがP320シリーズにおける暴発の危険性に関するレポートを公表したことを受けて、移民・関税執行局においてM18の使用が禁止された直後のことであった。AFGSCによると、空軍特別捜査局ならびにAFGSCの安全対策室における調査が完了するまで使用停止処分は継続され、その間警備隊員はM4を装備する。また、AFGSCは差し迫った安全上の懸念を特定するため、全M18の100%検査を指示した。
2025年8月、警備隊員の死を巡り、虚偽申告、執行妨害、ならびに過失致死の疑いで空兵が逮捕された。

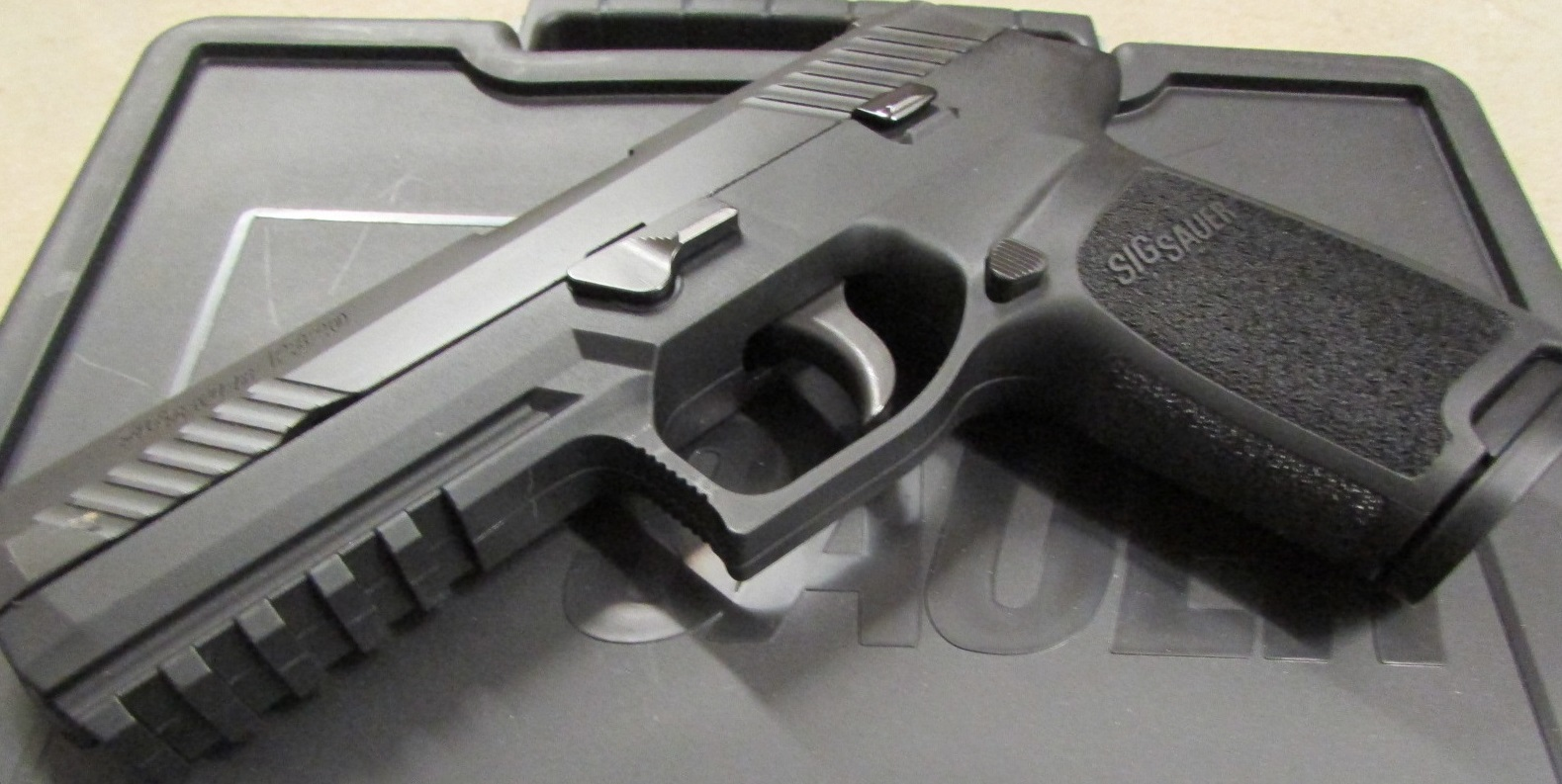
P320のフルサイズ。
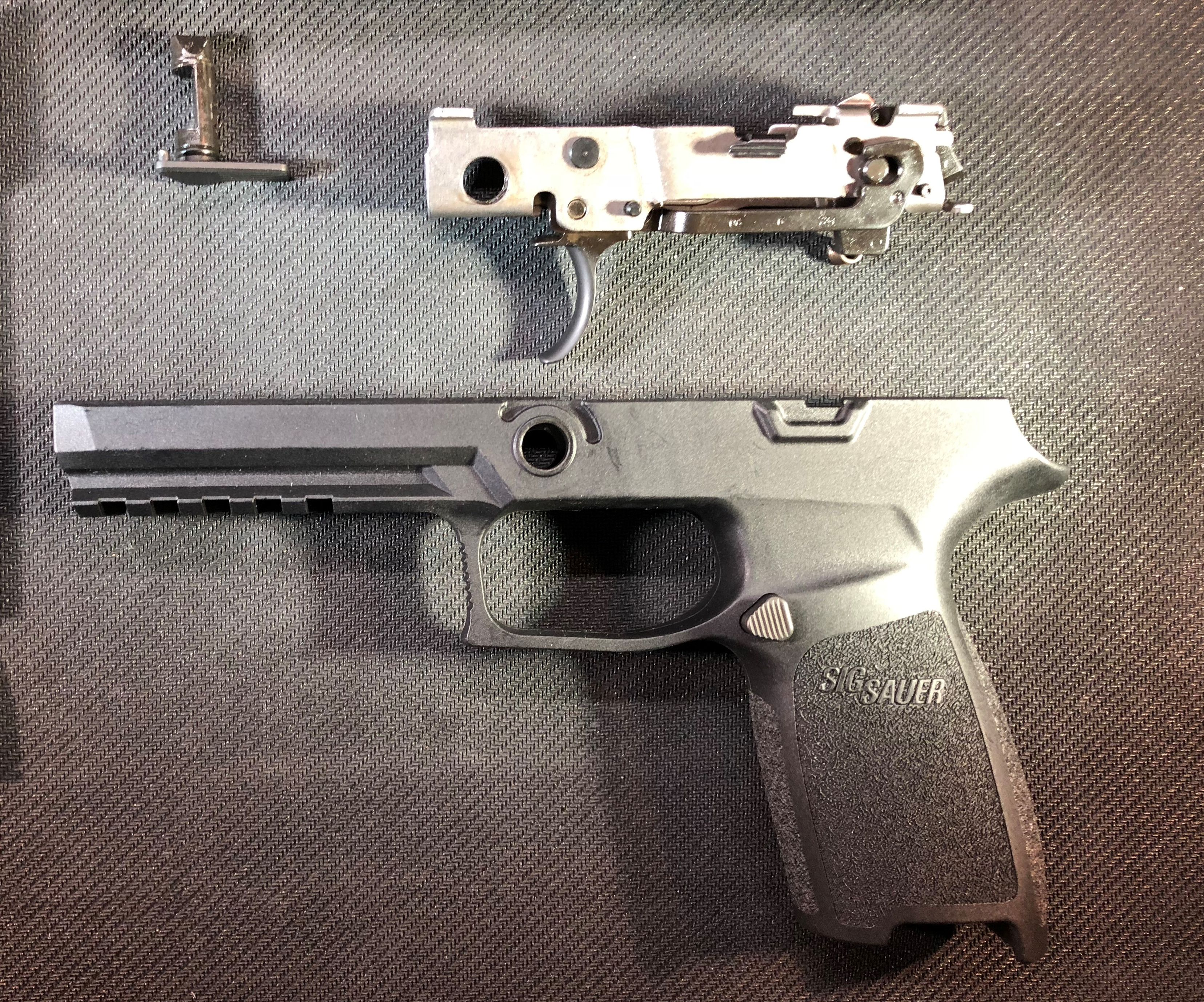
グリップフレームからインナーシャーシを取り外した状態。

## 採用国
アメリカ合衆国
アメリカ陸軍がM9拳銃の後継として、手動セフティレバーを追加した9x19mmパラベラム弾仕様のM17(フルサイズ)とM18(コンパクト)を採用すると発表した。選定作業はアメリカの陸軍と空軍の主導によるモジュラーハンドガンシステム（MHS）ないしXM17計画にもとづいて実施された。
XM17 Modular Handgun System competition
アメリカ合衆国移民・関税執行局
法執行機関
 オーストラリア
オーストラリア軍が9mmパラベラム弾X-Carry ProモデルをF9の名称で採用、Hi-Power Mk3を置き換える。2024年12月に最初の300丁が受領され、第7旅団などに支給された。
 カナダ
カナダ軍が9mmパラベラム弾C22モデルを採用。
 タイ
タイ王国国家警察庁が9mmパラベラム弾モデルを採用
 デンマーク
デンマーク国防軍がXシリーズのキャリーサイズ9mmパラベラム弾モデルを採用
 ノルウェー
ノルウェー警察がXシリーズを採用
 フランス
フランス国鉄の警備部門がコンパクトサイズ9mmパラベラム弾モデルを採用